# Hinterzarten
Hinterzarten est une commune d'Allemagne située au sud-ouest du Bade-Wurtemberg, également station de sports d'hiver. Elle est connue pour accueillir des compétitions de saut à ski.

## Géographie
Hinterzarten s'étend du Feldberg jusqu'à l'extrémité sud-est du lac de Titisee. La commune se trouve dans le parc naturel Naturpark Südschwarzwald et est traversé par la rivière Zartenbach. Hinterzarten possède une gare sur la Höllentalbahn. Celle-ci est desservie toutes les 30 minutes depuis Fribourg. Une ligne de bus relie la gare avec Sankt Märgen.

## Nature
Hinterzarten est situé sur un vaste plateau, à une altitude moyenne de 850 mètres, à l'Ouest du célèbre centre de villégiature de Titisee-Neustadt. Le site naturel et sauvage le plus remarquable de Hinterzarten est la tourbière dite « Hinterzartener Moor » (réserve naturelle classée et protégée). Elle est située à l'Est de la commune et directement au nord de la gare, le long de la route allant de Fribourg à Titisee-Neustadt (B31).

## Jumelage
- Eguisheim (France) depuis 1968
- Cabourg (France)
- Bromont (Canada)
- Spa (ville) (Belgique)
- Mondorf-les-Bains (Luxembourg)
- Masserberg (Allemagne)
- Bad Homburg (Allemagne)
- Bad Tölz (Allemagne)
- Mayrhofen (Autriche)
- Jūrmala (Lettonie)